# Muchomor srebrzysty

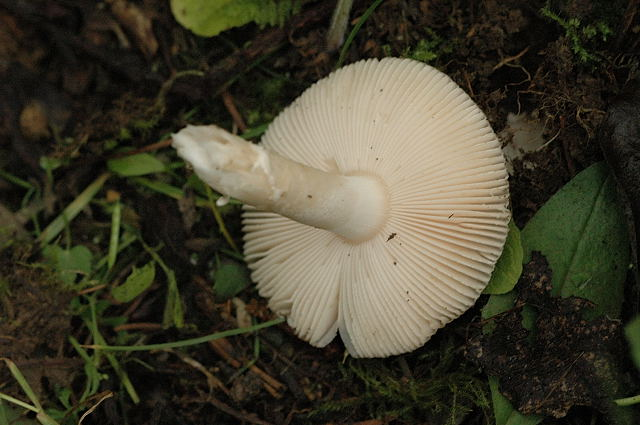

Muchomor srebrzysty (Amanita mairei Foley) – gatunek grzybów należący do rodziny muchomorowatych (Amanitaceae).

## Systematyka i nazewnictwo
Pozycja w klasyfikacji według Index Fungorum: Amanita, Amanitaceae, Agaricales, Agaricomycetidae, Agaricomycetes, Agaricomycotina, Basidiomycota, Fungi.
Synonimy naukowe:
- Amanita mairei Foley 1949, f. mairei
- Amanita mairei var. amplivolvata Contu 1985
- Amanita mairei Foley, 1949, var. mairei

Nazwę polską zaproponował Władysław Wojewoda w 2003 r.

## Morfologia
Kapelusz
Średnica od 5 do 9 cm. Powierzchnia gładka o barwach brązowych, szarawych, czasami także oliwkowych z fiołkowym odcieniem. Nigdy jednak nie jest to kolor czysto szary ani metaliczny. Występują na nim resztki osłony w postaci łatek. Kapelusz przy brzegu krótko prążkowany. 
Blaszki
Wolne lub wąsko przyrośnięte, o szerokości 6–9 mm, gęste, czasami rozwidlone. Początkowo są białe, później lekko szarawe.
Trzon
Ma wysokość od 5 do 9 cm, a jego średnica wynosi od 1 do 2 cm. Jest cylindryczny i  ma zaokrągloną podstawę z resztkami białej pochwy.
Cechy mikroskopowe
Wysyp zarodników biały. Zarodniki o rozmiarach (9,5–)11,0–14,0(–17,5) × (6,6–) 7,1–10,0(–11,5) μm i kształcie od elipsoidalnego do szeroko elipsoidalnego. Na podstawkach czasami występują sprzążki.

## Występowanie i siedlisko
Stanowiska tego gatunku muchomora opisano tylko w Europie i Japonii. W Europie występuje głównie w basenie Morza Śródziemnego i związany jest tutaj z sosnami. W Polsce gatunek rzadki. W piśmiennictwie naukowym na terenie Polski do 2003 r. podano 6 jego stanowisk. Znajduje się na Czerwonej liście roślin i grzybów Polski. Ma status V – gatunek narażony, który zapewne przesunie się w najbliższej przyszłości do kategorii wymierających, jeśli nadal będą działać czynniki zagrożenia. Znajduje się na listach gatunków zagrożonych także w Niemczech. 
W Polsce rozwija się w lasach liściastych, szczególnie pod grabem, dębami i lipami, ale znaleziono go także w lesie iglastym pod sosną. Rośnie na ziemi, szczególnie na glebach wapiennych.

## Znaczenie
Grzyb mikoryzowy. Jest grzybem jadalnym.

## Gatunki podobne
- muchomor szarawy (Amanita vaginata) - mniejszy i bardziej szary[7]
- Amanita argentea[4] - gatunek nie występuje w Polsce.